# Michajlov
Michajlov est un village de Slovaquie situé dans la région de Prešov.

## Histoire
Première mention écrite du village en 1557.

## Démographie

### Évolution de la population
| Année:               | 1994. | 2004.   | 2014.    | 2024.    |
| -------------------- | ----- | ------- | -------- | -------- |
| Nombre de personnes: | 122   | 112     | 96       | 81       |
| Différence:          |       | -8,19 % | -14,28 % | -15,62 % |

| Année:               | 2023. | 2024.   |
| -------------------- | ----- | ------- |
| Nombre de personnes: | 83    | 81      |
| Différence:          |       | -2,40 % |